# جورج تیلور (بازیکن فوتبال، زاده ۱۹۴۸)
جورج تیلور (انگلیسی: George Taylor؛ زادهٔ ۲۳ اکتبر ۱۹۴۸) بازیکن فوتبال اهل اسکاتلند است.

## باشگاهی
از باشگاه‌هایی که وی در آن بازی کرده است می‌توان به باشگاه فوتبال گریمزبی تاون اشاره کرد.